# Старая Непорень
Старая Непорень — посёлок в Трубчевском районе Брянской области в составе Телецкого сельского поселения.

## География
Находится в южной части Брянской области на расстоянии приблизительно 13 км на юг-юго-восток по прямой от районного центра города Трубчевск.

## История
Возник в первой половине XIX века как казённый хутор Непарень. В 1866 году учтено 6 дворов. Рядом также находились постоялые дворы. В 1926 году учтено 9 хозяйств. На карте 1941 года отмечен как посёлок с 16 дворами.

## Население
Численность населения: 39 человек (1926 год), 20 (русские 100 %) в 2002 году, 9 в 2010.